# Dạ lý hương
Dạ lý hương hay dạ lai hương (danh pháp hai phần: Cestrum nocturnum) là một loài cây thuộc họ Cà có nguồn gốc từ Tây Ấn. Loài này được Carl Linnaeus mô tả khoa học đầu tiên năm 1753. Tên gọi loại cây này có nhiều tên theo từng quốc gia. Như: Hasnuhana (হাসনুহানা) trong tiếng Bengal, Raat ki Rani (रात की रानी) trong tiếng Urdu, Raat Rani (रातराणी) trong tiếng Marathi, 夜來香 (yè lái xiāng) hay 夜香木 (yè xiāng mù) trong tiếng Trung, Dama de Noche trong tiếng Tây Ban Nha, Dok Ratree (ดอกราตรี) trong tiếng Thái, và مسك الليل (Mesk el-laal) trong tiếng Ả Rập.
Cây có đặc điểm là bùi dày, cành và nhánh vươn dài, sống dựa, lá đơn, mọc cách, màu xanh nhạt, nhẵn bóng, gốc thuôn dài có cuống ngắn. Hoa nhiều, tập hợp thành chùy ở đầu cành hay nách lá. Hoa màu vàng lục nhạt, hay lục nhạt, thơm ngát về đêm. Cánh tràng hợp thành ống dài, trên loe thành phễu chia thành năm thùy trái xoan nhọn. Quả mọng màu lam hay đen nhạt, hạt dẹt. Cây rất dễ trồng bằng giâm cành, mọc khỏe đâm ra nhiều chồi và mùa hoa gần như quanh năm.

## Hình ảnh

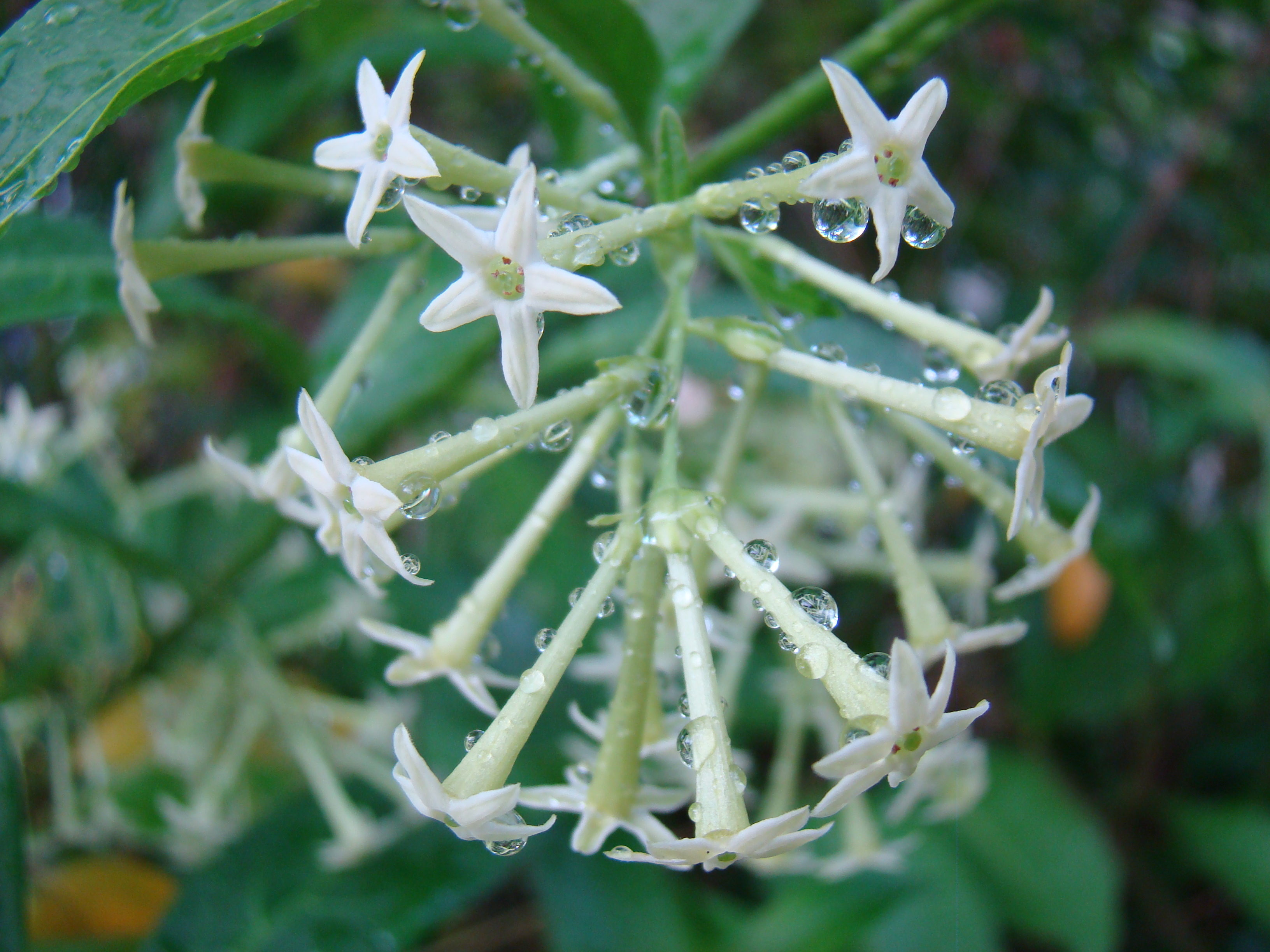
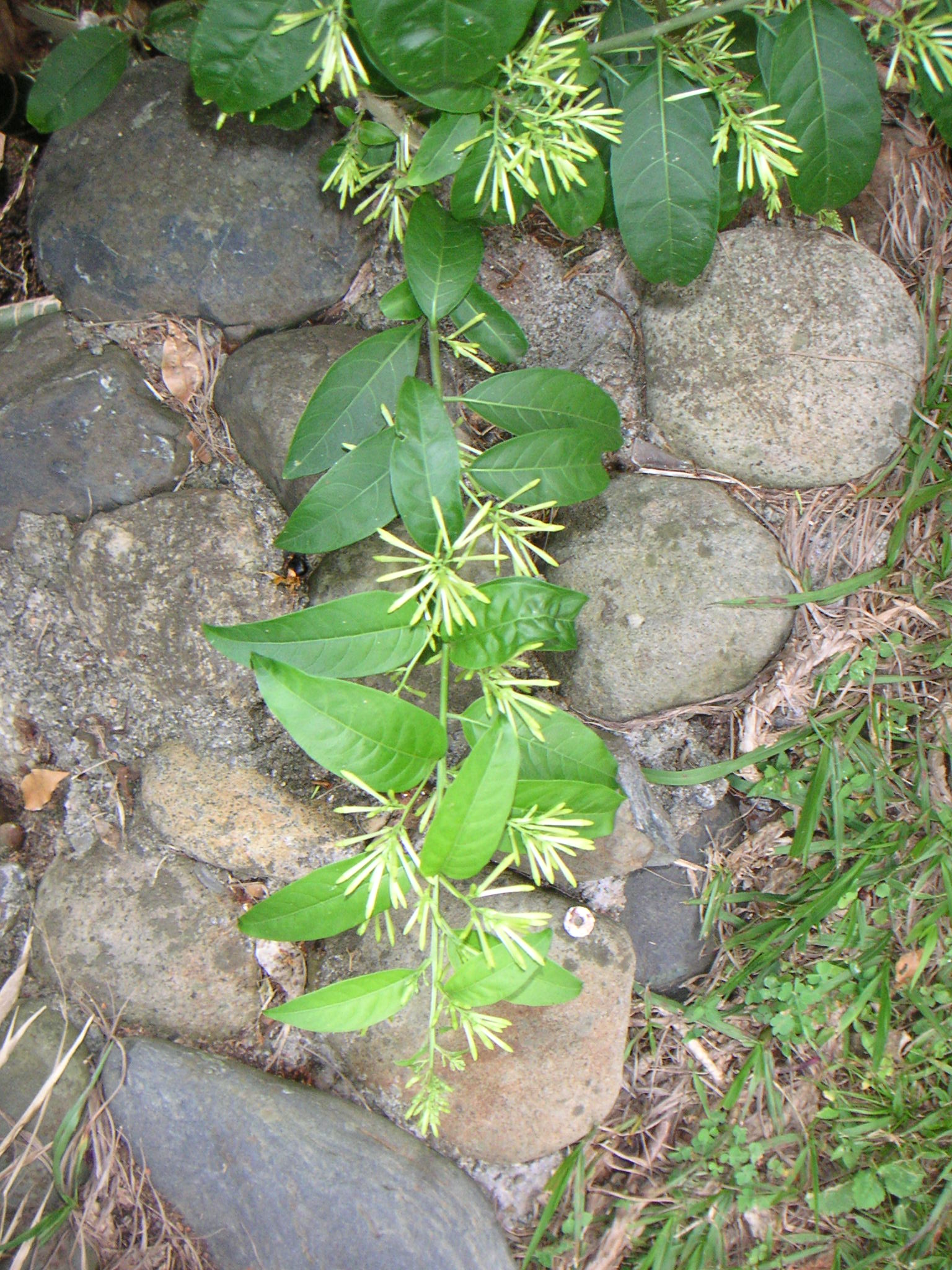
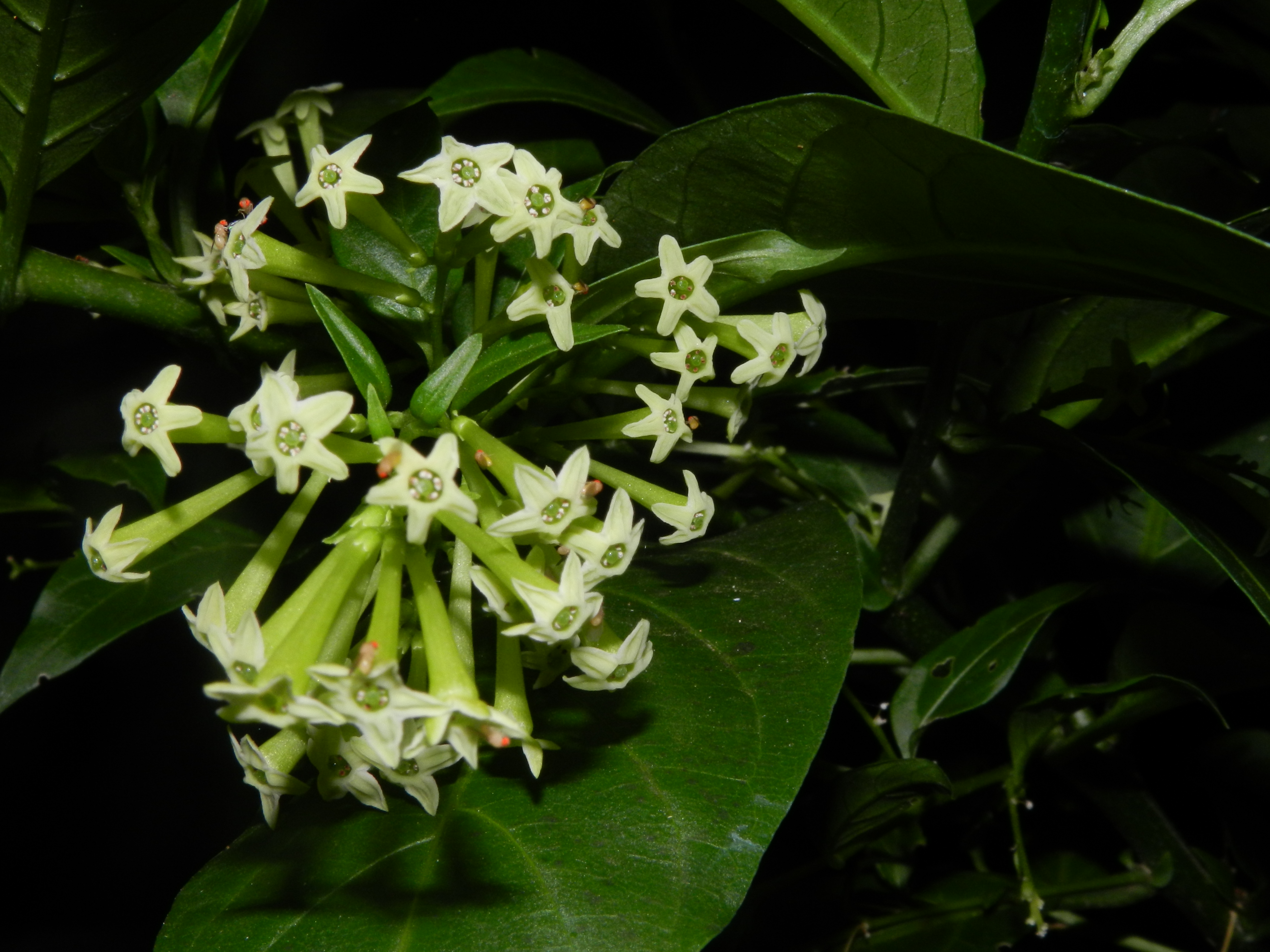
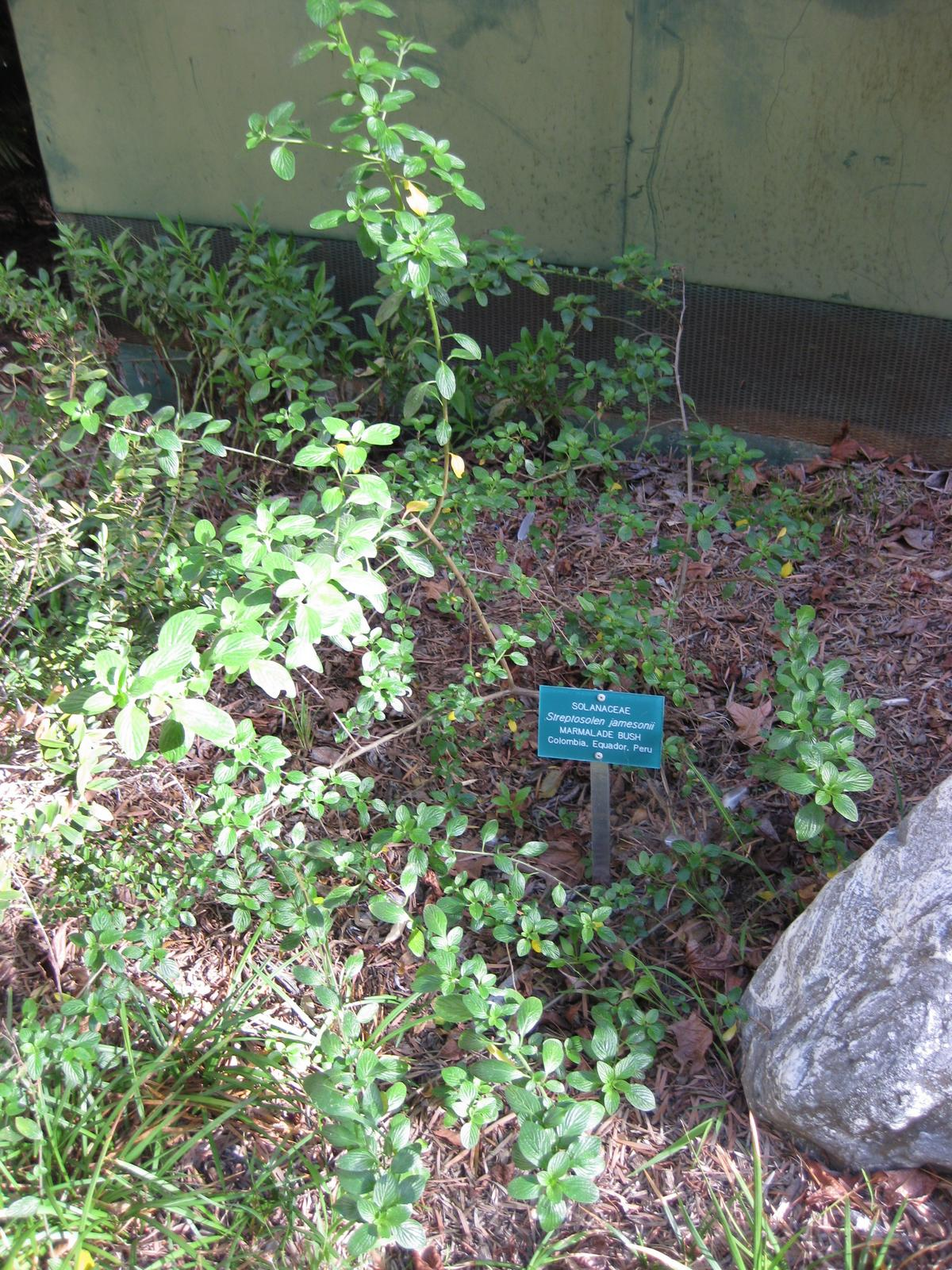